# Euderomphale ezzati
Euderomphale ezzati is een vliesvleugelig insect uit de familie Eulophidae. De wetenschappelijke naam is voor het eerst geldig gepubliceerd in 1998 door Abd-Rabou.